# 藤本リリー
藤本 リリー（ふじもと リリー、2003年10月1日 - ）は、日本のファッションモデル。旧芸名、本名、藤本 林花美愛（ふじもと りんかみあ）。神奈川県出身。アミューズを経てテンカラット（モデル事業部Plume）に所属。

## 略歴
小学校6年生の時に、秋田汐梨、泉口美愛、白井杏奈、オルトン花菜ベティと共に『第19回ニコラモデルオーディション』でグランプリを受賞し、ニコラ専属モデル（ニコモ）となる。ニコモ当時は、藤本林花美愛（ふじもとりんかみあ）の名で活動していた。2015年10月号が同誌でのお披露目。2017年、清原果耶、川床明日香とともにグアムロケに参加、2019年3号で初表紙を飾る。
MelTVとニコラのコラボレーションで実施された、ニコラの次世代エースモデルを選抜するプロジェクト「Top of nicola MODEL」（TNM）では、私服おしゃれ力審査で第1位となる
。フリューが発売したニコラ監修のモデルシミュレーションゲーム『モデルデビュー ニコラ』のプロモーションビデオに黒坂莉那とともに出演した。
2019年4月、ピンクラテの5代目イメージモデルとなる。
2020年3月、東京ガールズコレクションに出演する。新型コロナウイルス感染拡大の中、無観客開催となる。国立代々木競技場第一体育館に設けられたランウェイをブラックのパンツで歩んだ。
ニコラ2020年5月号でニコモ卒業。卒業後に芸名を藤本リリーとする。

## 人物
- 2016年にニコモとして島根県の書店イベントに出演した際は、ツーショット撮影会、質問コーナーなど初めての体験に胸を高鳴らせた[17][18]。
- 韓国のファッション、メイクアップへの関心が高い[13]。NHK総合あさイチが新大久保で取材した韓国カルチャーの特集に出演した[19]。
- 4歳よりクラシックバレエのレッスンを受けている。Cygamesのコーポレート広告ではバレエを舞った[20]。

## 出演

### ファッションショー
- 東京ガールズコレクション
  - 東京ガールズコレクション 2020 S/S（2020年2月29日、国立代々木競技場第一体育館）[1]
  - TGC MATSUYAMA 2024 by TOKYO GIRLS COLLECTION（2024年7月13日、愛媛県武道館）[21]

### 広告
- ワールド「ピンクラテ」（2019年） - イメージモデル[13]

### イベント
- HALLOWEEN'S FES 2016 ジャック・オー・ランド（2016年10月29日、30日、横浜アリーナ）[22][23]

## 書籍

### 雑誌
- nicola（2015年10月号 - 2020年5月号、新潮社） - 専属モデル[3][15]
- JELLY  -（2021年4月号-、文友舎）専属モデル